# Ричтон-Парк (Іллінойс)
Ричтон-Парк (англ. Richton Park) — селище (англ. village) в США, в окрузі Кук штату Іллінойс. Населення — 12 775 осіб (2020).

## Географія
Ричтон-Парк розташований за координатами 41°28′50″ пн. ш. 87°44′8″ зх. д. / 41.48056° пн. ш. 87.73556° зх. д. (41.480679, -87.735561).  За даними Бюро перепису населення США в 2010 році селище мало площу 10,35 км², з яких 10,31 км² — суходіл та 0,03 км² — водойми.

## Демографія
Згідно з переписом 2010 року, у селищі мешкало 13 646 осіб у 4997 домогосподарствах у складі 3483 родин. Густота населення становила 1319 осіб/км².  Було 5391 помешкання (521/км²).
Расовий склад населення:
| - 82,4 % — чорних або афроамериканців - 12,7 % — білих - 1,0 % — азіатів - 0,1 % — вихідців з тихоокеанських островів - 0,1 % — корінних американців - 1,2 % — осіб інших рас |

До двох чи більше рас належало 2,6 %. Частка іспаномовних становила 3,5 % від усіх жителів.
За віковим діапазоном населення розподілялося таким чином: 28,3 % — особи молодші 18 років, 63,1 % — особи у віці 18—64 років, 8,6 % — особи у віці 65 років та старші. Медіана віку мешканця становила 35,6 року. На 100 осіб жіночої статі у селищі припадало 82,8 чоловіків;  на 100 жінок у віці від 18 років та старших — 75,9 чоловіків також старших 18 років.
Середній дохід на одне домашнє господарство  становив 64 287 доларів США (медіана — 53 132), а середній дохід на одну сім'ю — 73 279 доларів (медіана — 65 017). Медіана доходів становила 50 761 долар для чоловіків та 46 434 долари для жінок. За межею бідності перебувало 19,3 % осіб, у тому числі 28,5 % дітей у віці до 18 років та 9,1 % осіб у віці 65 років та старших.
Цивільне працевлаштоване населення становило 5988 осіб. Основні галузі зайнятості: освіта, охорона здоров'я та соціальна допомога — 32,2 %, роздрібна торгівля — 11,5 %, виробництво — 9,9 %, науковці, спеціалісти, менеджери — 9,5 %.